# Espacio de Cantor
En matemáticas, un espacio de Cantor, llamado así en honor a Georg Cantor, es una abstracción topológica del  conjunto de Cantor: un espacio topológico es un espacio de Cantor si es homeomofo al conjunto de Cantor. En teoría de conjuntos, el espacio topológico 2ω se conoce como "el" espacio de Cantor. Nótese que, comúnmente, a 2ω se le conoce simplemente como el conjunto de Cantor, mientras que el término espacio de Cantor se reserva para la construcción general de DS, donde D es un conjunto finito y S es un conjunto que podría ser finito, numerable, o incluso no numerable.

## Ejemplos
El conjunto de Cantor es un espacio de Cantor. Aun así, el ejemplo canónico de un espacio de Cantor es el del producto topológico numerable infinito del espacio discreto con dos puntos. Este espacio suele escribirse como {\displaystyle 2^{\mathbb {N} }} o 2ω (donde 2 denota el conjunto de dos elementos {0,1} con la topología discreta). Un punto de 2ω es una secuencia binaria infinita, es decir, una secuencia infinita que sólo toma los valores 0 o 1. Dada una secuencia de esta forma, a0, a1, a2,..., podemos asignarle el número real
{\displaystyle \sum _{n=0}^{\infty }{\frac {2a_{n}}{3^{n+1}}}.}
Esta asignación define un homeomorfismo desde 2ω al conjunto de Cantor, probando así que 2ω es de hecho un espacio de Cantor.